# Arne Strömgren
Per Arne Strömgren, född 24 november 1937 i Enåker, död 25 oktober 2021 i Johannes distrikt i Malmö, var en svensk skådespelare och regissör.

## Biografi
Strömgren kom till Stockholm för att utbilda sig till skådespelare. Han gjorde prov för Gösta Terserus till dennes teaterskola. I samma kurs hos Terserus gick bland andra Hans Wahlgren och Stig Torstensson. 
Efter ett år hos Terserus sökte han som de flesta på den tiden, först till Dramatens elevskola, men blev inte antagen. Han kom in vid Malmö stadsteaters elevskola hösten 1957.  
Debuten på Malmö stadsteater var som Herr Högman i Eric Linklaters Det blåser på månen, som gavs på Stora scenen i april 1959 och han medverkade bara några dagar senare även i Marcel Achards komedi Fransysk visit.
Hösten 1959 fick Strömgren rollen: som Sekreteraden Gaston i Jean Anouilhs Toreadorvalsen med Max von Sydow i huvudrollen som Generalen.  
Har sedan gjort över 100 roller på Malmö stadsteater allt från Prima liv (som gästspelade i Paris), till Tarelkins död.
Huvudrollen i Hur man lyckas i affärer utan att egentligen anstränga sig 1965 blev något av ett genombrott och gav honom skjuts till nästa stora musikalroll, Tony i West Side Story på Oscarsteatern. 
Han har både regisserat och spelat tillsammans med Nils Poppe bl.a. Blåjackor och Två man om en änka på Nyan i Malmö. Hagge Geigert engagerade honom för en roll i komedin Snésprång på Lisebergsteatern 1989, där regisserade han senare Omaka par med Laila Westersund och Eva Rydberg. 
Han blev riksbekant genom TV-serien Torsten och Greta. Har regisserade också många av Piggsvinsteaterns uppsättningar på Jordberga Gods. Arne Strömgren är begravd på Gamla kyrkogården i Malmö.

## Filmografi i urval
- 1960 – På en bänk i en park
- 1970 – De många sängarna
- 1983 – Torsten och Greta (TV-serie)
- 1986 – Bessingemordet

## Teater

### Roller (ej komplett)
| År   | Roll             | Produktion                                                                          | Regi                | Teater            |
| ---- | ---------------- | ----------------------------------------------------------------------------------- | ------------------- | ----------------- |
| 1962 |                  | Erasmus Montanus Ludvig Holberg                                                     | Gösta Terserus      | Parkteatern       |
| 1965 | Tony             | West Side Story Leonard Bernstein, Stephen Sondheim och Arthur Laurents             | Rikki Septimus      | Oscarsteatern     |
| 1966 |                  | Mordet på Marat (Marat/Sade) Peter Weiss                                            | Jan Lewin           | Malmö stadsteater |
| 1967 | Brindsley Miller | Komedi i mörker (Black Comedy) Peter Shaffer                                        | Per Siwe            | Malmö stadsteater |
| 1967 |                  | Den girige (L'Avare ou l'École du mensonge) Molière                                 | Eva Sköld           | Malmö stadsteater |
| 1968 |                  | Tango Sławomir Mrożek                                                               | Kurt-Olof Sundström | Malmö stadsteater |
| 1968 |                  | Mutter Courage och hennes barn (Mutter Courage und ihre Kinder) Bertolt Brecht      | Jan Lewin           | Malmö stadsteater |
| 1968 |                  | Scapins rackartyg (Les Fourberies de Scapin) Molière                                | Karl Rune Johansson | Malmö stadsteater |
| 1968 |                  | Spelman på taket (Fiddler on the Roof) Joseph Stein, Jerry Bock och Sheldon Harnick | Pierre Fränckel     | Malmö stadsteater |
| 1969 |                  | Alla har trädgård (Everything in the Garden) Edward Albee                           | Lennart Olsson      | Malmö stadsteater |
| 1969 |                  | Drömmen om Amerika Joe Hill                                                         | Lennart Olsson      | Malmö stadsteater |
| 1970 |                  | Oss pojkar emellan (The Boys in the Band) Mart Crowley                              | Pierre Fränckel     | Malmö stadsteater |
| 1975 |                  | Herrn går på jakt (Monsieur chasse!) Georges Feydeau                                | Andris Blekte       | Malmö stadsteater |
| 1976 |                  | Arsenik och gamla spetsar (Arsenic and Old Lace) Joseph Kesselring                  | Andris Blekte       | Malmö stadsteater |
| 1980 |                  | Omaka par (The Odd Couple) Neil Simon                                               | Egon Larsson        | Malmö stadsteater |
| 1990 |                  | Ett dårhus i Goa (A Madhouse in Goa) Martin Sherman                                 | Göran Stangertz     | Malmö stadsteater |
| 1991 | Edvin            | Mars eller Kärlekens spioner Barbro Smeds                                           | Katariina Lahti     | Malmö Stadsteater |
| 1996 |                  | Maria Magdalena (Maria Magdalene) Friedrich Hebbel                                  | Katrine Wiedemann   | Malmö stadsteater |
| 2014 | Frith            | Rebecca Sylvester Levay och Michael Kunze                                           | Åsa Melldahl        | Malmö Opera       |

### Regi
| År   | Produktion                               | Upphovsmän                                                     | Teater                   |
| ---- | ---------------------------------------- | -------------------------------------------------------------- | ------------------------ |
| 1988 | Det enda rätta The Real Thing            | Tom Stoppard Översättning Johan Celander                       | Malmö stadsteater        |
| 1993 | Jo, det gällde annonsen La bonne adresse | Marc Camoletti Översättning Gertrud Hemmel och Anders Albien   | Helsingborgs stadsteater |
| 1994 | Aldrig i livet Dummy Run                 | Dave Freeman Översättning Elin Petersdottir och Peter Snickars | Helsingborgs stadsteater |
| 1994 | Omaka par The Odd Couple                 | Neil Simon                                                     | Lisebergsteatern         |